# Плющ алжирський
Плющ алжирський (Hedera algeriensis) — вид вічнозелених рослин роду плющ. Рідний на узбережжі Північної Африки, у тому числі прибережних гір в Алжирі, культивується у Великій Британії з 1838 року.

## Опис
Це витривала, велика вічнозелена рослина, яка чіпляється своїми повітряними коренями. Стебла червонуваті, при основі частково прикрашені зірчастими волосками або лусочками. Листки почергові, прості. Як і в інших видах Hedera, плодоносні гілки мають жорсткі стебла з листям, що мають, як правило, менші пелюстки ніж у порівнянні з безплідними (молодими) стеблами. Головна частина листка овально-ромбічна, 12–20 см і 5–12 см на квітучих гілках та грубо-зубчасті чи злегка дольчаті (3–5 пелюсток) на безплідних стеблах. Суцвіття зібране по 13–15 квіток, що досягають або вже досягнули статевої зрілості. Маленькі квітки в зонтиках розвиваються тільки на плодоносних стеблах або гілках. 
Рослина містить глікозид гедерагенін, в основному в листках і ягодах, який може викликати легкий токсикоз. Якщо ці частинки проковтнути це може призвести до важкого дискомфорту, і обробка цих рослин може призвести до роздратування шкіри чи до алергічних реакцій. Через це її не їдять травоїдні тварини. Різні сорти Hedera algeriensis широко використовуються у садівництві. Вона приймається в м'якому кліматі і на низовинах.